# Olympische Sommerspiele 1988/Teilnehmer (Ägypten)
| Gelbes Symbol für Goldmedaillen mit stilisierten Olympischen Ringen | Graues Symbol für Silbermedaillen mit stilisierten Olympischen Ringen | Braundes Symbol für Bronzemedaillen mit stilisierten Olympischen Ringen |
| ------------------------------------------------------------------- | --------------------------------------------------------------------- | ----------------------------------------------------------------------- |
| —                                                                   | —                                                                     | —                                                                       |

Ägypten nahm an den Olympischen Sommerspielen 1988 in Seoul, Südkorea, mit einer Delegation von 49 Sportlern (48 Männer und eine Frau) teil.

## Teilnehmer nach Sportarten

### Basketball
- Herrenteam
12. Platz

- Kader
Ahmed Soliman
Alaa El-Din Abdoun
Alain Attalah
Amir Abu Al-Khair
Ashraf Sedky
Emad El-Din Mahmoud Ali
Hany Moussa
Hisham Khalil
Mohamed El-Sayed
Mohamed El-Shakeri
Mohamed Ismail
Ashraf El-Kordy

### Boxen
- Moustafa Esmail
Halbfliegengewicht: 17. Platz

- Gamal El-Din El-Koumy
Fliegengewicht: 9. Platz

- Mohamed Hegazi
Leichtgewicht: 5. Platz

- Ahmed El-Nagar
Halbschwergewicht: 5. Platz

### Fechten
- Abdel Monem El-Husseini
Florett, Einzel: 35. Platz

- Ahmed Mohamed
Florett, Einzel: 45. Platz

### Gewichtheben
- Ramadan Aly
Fliegengewicht: Kein gültiges Ergebnis

- Khalil El-Sayed
Mittelgewicht: 13. Platz

- Mahmoud Mahgoub
Mittelschwergewicht: Kein gültiges Ergebnis

- Reda El-Batoty
Superschwergewicht: 6. Platz

- Adhan Mohamed
Superschwergewicht: 12. Platz

### Judo
- Emad El-Din Hassan
Superleichtgewicht: 20. Platz

- Walid Mohamed Hussain
Halbmittelgewicht: 9. Platz

- Mohamed Ali Rashwan
Schwergewicht: 7. Platz

### Leichtathletik
- Ahmed Ghanem
400 Meter Hürden: Vorläufe

- Ahmed Mohamed Achouche
Kugelstoßen: 15. Platz in der Qualifikation

- Ahmed Kamel Shatta
Kugelstoßen: 18. Platz in der Qualifikation

- Mohamed Hamed Naguib
Diskuswerfen: In der Qualifikation ausgeschieden

### Moderner Fünfkampf
- Mohamed Abdou El-Souad
Einzel: 31. Platz
Mannschaft: 12. Platz

- Ayman Mahmoud
Einzel: 45. Platz
Mannschaft: 12. Platz

- Moustafa Adam
Einzel: 49. Platz
Mannschaft: 12. Platz

### Reiten
- André Salah Sakakini
Springreiten, Einzel: 58. Platz in der Qualifikation

### Ringen
- Abdel Latif Abdel Latif
Leichtgewicht, griechisch-römisch: Gruppenphase

- Moustafa Ramada Hussain
Mittelgewicht, griechisch-römisch: Gruppenphase
Mittelgewicht, Freistil: Gruppenphase

- Kamal Ibrahim
Halbschwergewicht, griechisch-römisch: Gruppenphase

- Hassan El-Haddad
Superschwergewicht, griechisch-römisch: 4. Platz
Superschwergewicht, Freistil: Gruppenphase

- Mohamed El-Khodary
Leichtgewicht, Freistil: Gruppenphase

### Schießen
- Sherif Saleh
Trap: 25. Platz

- Mohamed Khorshed
Skeet: 33. Platz

### Schwimmen
- Mohamed El-Azoul
50 Meter Freistil: 42. Platz
4 × 100 Meter Freistil: Im Vorlauf disqualifiziert

- Mohamed Hassan
50 Meter Freistil: 48. Platz
4 × 100 Meter Freistil: Im Vorlauf disqualifiziert

- Moustafa Amer
100 Meter Freistil: 45. Platz
200 Meter Freistil: 47. Platz
4 × 100 Meter Freistil: Im Vorlauf disqualifiziert

- Amin Amer
4 × 100 Meter Freistil: Im Vorlauf disqualifiziert
100 Meter Rücken: 39. Platz

- Ahmed Abdullah
200 Meter Schmetterling: 31. Platz

### Tischtennis
- Ashraf Helmy
Einzel: 49. Platz

- Sherif El-Saket
Einzel: 57. Platz

- Nihal Meshref
Frauen, Einzel: 41. Platz